# Ист-Йорк (Пенсильвания)
Ист-Йорк (англ. East York) — статистически обособленная местность в округе Йорк, штат Пенсильвания, США. В 2010 году в местности проживало 8777 человек согласно переписи населения США 2010 года.

## География
По данным Бюро переписи населения США Ист-Йорк имеет площадь 7,5 квадратных километров. Местность является пригородом Йорка и находится в 3 км от центра Йорка. Ист-Йорк является частью тауншипа Спрингетсбери.

## Население
По данным переписи 2010 года население Ист-Йорка составляло 8777 человек (из них 47,1 % мужчин и 52,9 % женщин), в местности было 3694 домашних хозяйств и 2355 семей. Расовый состав: белые — 88,7 %, афроамериканцы — 4,1 %, коренные американцы — 0,2 %, азиаты — 4,2 % и представители двух и более рас — 1,5 %. На 2014 год население Ист-Йорка было распределено по происхождению следующим образом: 6,2 % — американское, 42,7 % — немецкое, 12,5 % — ирландское, 11,1 % — итальянское, 6,8 % — английское происхождение.
Население города по возрастному диапазону по данным переписи 2010 года распределилось следующим образом: 20,3 % — жители младше 18 лет, 2,6 % — между 18 и 21 годами, 54,4 % — от 21 до 65 лет и 22,7 % — в возрасте 65 лет и старше. Средний возраст населения — 45,0 года. На каждые 100 женщин в Йорке приходилось 88,9 мужчин, при этом на 100 совершеннолетних женщин приходилось уже 85,1 мужчин сопоставимого возраста.
Из 3694 домашних хозяйств 63,8 % представляли собой семьи: 50,4 % совместно проживающих супружеских пар (17,2 % с детьми младше 18 лет); 9,1 % — женщины, проживающие без мужей и 4,3 % — мужчины, проживающие без жён. 36,2 % не имели семьи. В среднем домашнее хозяйство ведут 2,29 человека, а средний размер семьи — 2,86 человека.

## Экономика
В 2014 году из 7037 человек старше 16 лет имели работу 3901. При этом мужчины имели медианный доход в 49 253 доллара США в год против 48 274 долларов среднегодового дохода у женщин. В 2014 году медианный доход на семью оценивался в 72 911 $, на домашнее хозяйство — в 61 711 $. Доход на душу населения — 31 692 $ в год. 1,3 % от всего числа семей в Ист-Йорке и 5,0 % от всей численности населения находилось на момент переписи за чертой бедности.